# Delphyre griseipuncta
Delphyre griseipuncta là một loài bướm đêm thuộc phân họ Arctiinae, họ Erebidae.